# Микола Маньовський
Микола Маньовський (псевдо.:«Соловій»; нар. 1921 — пом. 1989) — український військовик, вояк Української Повстанської Армії, член СБ ОУНР.

## Життєпис
В сімнадцять років пішов служити в лави УПА. В січневу ніч 1944 року повернувся. У підвалі його переховувала дружина від військ Радянської армії, за ним регулярно приїжджали працівники НКВС.

## Особиисте життя
1946 року дружина народила доньку, яку Микола жодного разу не бачив. 1953 року донька померла через важке запалення легенів, а через 2 роки нестало матері дружини Ганни. Помер Микола 1989 року, коли щосили гриміла перебудова. Ганна дістала його мертвого з підвалу і закопала під яблунею. Перепоховали Миколу Маньовського через п'ять років. Перепохованням займалося обласне товариство ветеранів УПА. На могилі поставили великий кам'яний хрест.